# Tyson Ritter
Tyson Jay Ritter (n. 24 aprilie 1984) este un cantautor, actor și model american, cunoscut mai ales ca membru (cantautor, pianist și basist) al formației rock The All-American Rejects.

## Biografie
Tyson Jay Ritter, născut la 24 aprilie 1984 în Stillwater, Oklahoma, USA, este cofondatorul formației The All-American Rejects. A locuit în Destin, Florida USA după succesul avut de formația din care face parte - The All-American Rejects, după care s-a mutat în Los Angeles, California în 2009 unde a locuit pentru o scurtă perioadă de timp.În mai 2010 Ritter s-a mutat înapoi în Santa Rosa Beach, Florida. Pe lângă rolul său în trupă, Ritter a lucrat și ca actor de filme și televiziune. A jucat propriul său rol în serialul de dramă americană televizată House, M.D., apărând în episodul "Poziția fătului" care a fost difuzat către public pe 3 aprilie 2007 în cadrul concernului de televiziune Fox. A mai apărut împreună cu alți membri ai trupei sale în serialul de televiziune Smallville, în sezonul 6, episodul 3, denumit "Wither" (Veștejire), mai apoi în "Se termină diseară". A mai apărut în primul său film, "The House Bunny", (Iepurele domestic) în 2008. În iunie 2010, Tyson Ritter a cântat un duet cu cântărețul de R&B Timbaland, iar melodia se numește "I'm in Love With You". Cântecul reprezintă un bonus track pe EP-ul lui Timbaland cu numele Shock Value II: The Singles. Tyson Ritter și-a început propria sa activitate caritabilă denumită "Don't Hate On Haiti" (Nu urî Haiti) pentru a strânge bani să procure apă oamenilor din Haiti. A făcut acest lucru creând un tricou special acestei cauze. Este foarte interesat de Haiti și a susținut această cauză în multe interviuri și pe contul său personal de Twitter. La Warped Tour 2010, "și-a vândut trupul" ca să adune bani, lăsându-se fotografiat, dând autografe, trecând printre fani și chiar pupând lumea pentru bani. În iunie 2011 a început o campanie pentru Haiti care implică supunerea lui la tăcere pentru 30 de zile. Mulți oameni au început să îi plătească tăcerea, dându-i bani pentru fiecare zi în care nu face gălăgie. “În final, suntem doar o trupă, prieteni apropiați, cărora le pasă enorm de ceea ce fac” spune Tyson.

## Filmografie
| An   | Titlu            | Rol                | Note     |
| ---- | ---------------- | ------------------ | -------- |
| 2008 | The House Bunny  | Colby              |          |
| 2014 | Midnight Rider   | Young Gregg Allman | Canceled |
| 2014 | Love and Mercy   | Hipster #1         |          |
| 2015 | Miss You Already |                    | Filmare  |

| An           | Titlu      | Rol                                       | Note                                 |
| ------------ | ---------- | ----------------------------------------- | ------------------------------------ |
| 2007         | House      | El însuși                                 | Episodul: "Fetal Position"           |
| 2012         | 90210      | El însuși (with The All-American Rejects) | Episodul: "Trust, Truth and Traffic" |
| 2013–14      | Betas      | Dane                                      | 5 episoade                           |
| 2013–prezent | Parenthood | Oliver Rome                               | 9 episoade                           |